# Solomon Warriors Football Club
El Solomon Warriors Football Club Honiara (abreviado comúnmente como Solomon Warriors, conocido antiguamente como Uncles F.C.) es un club de fútbol de la ciudad de Honiara en las Islas Salomón. Juega en la S-League salomonense, en donde fue campeón seis veces.

## Entrenadores
En 2012, Batram Suri fue contratado y logró la S-League y el Championship. En 2013, de cara a la Liga de Campeones de la OFC, el neozelandés Brendan Crichton se hizo cargo del equipo. Fue remplazado por Moses Toata.

## Palmarés
- S-League (8):
  - S-League: 2011, 2012, 2017, 2018, 2019 y 2020.
  - Championship: 2012 y 2013/14.

- Supercopa Melanesia (2): 2014 y 2015.